# جون أوليري
جون أوليري (بالإنجليزية: John O'Leary)‏ هو سياسي أيرلندي، ولد في 1 سبتمبر 1894، وتوفي في 21 يونيو 1959.

## مناصب
- انتخب عضو مجلس الشيوخ من أيرلندا عن دائرة اللجنة الإدارية [الإنجليزية]‏ وقد انضم خلال فترته النيابية ‏ (22 مايو 1957 – 21 يونيو 1959) للكتلة البرلمانية حزب العمال (جمهورية أيرلندا).
- انتخب نائب دييل عن دائرة وكسفورد [الإنجليزية]‏ وقد انضم خلال فترته النيابية ‏ (7 يناير 1944 – 10 مايو 1944) للكتلة البرلمانية National Labour Party (Ireland) [الإنجليزية]‏.
- في 1943 Irish general election [الإنجليزية]‏، انتخب نائب دييل عن دائرة وكسفورد [الإنجليزية]‏ وقد انضم خلال فترته النيابية ‏ (1 يوليو 1943 – 7 يناير 1944) للكتلة البرلمانية حزب العمال (جمهورية أيرلندا).
- في 1944 Irish general election [الإنجليزية]‏، انتخب نائب دييل عن دائرة وكسفورد [الإنجليزية]‏ وقد انضم خلال فترته النيابية ‏ (9 يونيو 1944 – 11 ديسمبر 1947) للكتلة البرلمانية National Labour Party (Ireland) [الإنجليزية]‏.
- في 1948 Irish general election [الإنجليزية]‏، انتخب نائب دييل عن دائرة وكسفورد [الإنجليزية]‏ وقد انضم خلال فترته النيابية ‏ (18 فبراير 1948 – 2 مايو 1951) للكتلة البرلمانية National Labour Party (Ireland) [الإنجليزية]‏.
- في 1951 Irish general election [الإنجليزية]‏، انتخب نائب دييل عن دائرة وكسفورد [الإنجليزية]‏ وقد انضم خلال فترته النيابية ‏ (13 يونيو 1951 – 23 أبريل 1954) للكتلة البرلمانية حزب العمال (جمهورية أيرلندا).
- في 1954 Irish general election [الإنجليزية]‏، انتخب نائب دييل عن دائرة وكسفورد [الإنجليزية]‏ وقد انضم خلال فترته النيابية ‏ (2 يونيو 1954 – 13 ديسمبر 1956) للكتلة البرلمانية حزب العمال (جمهورية أيرلندا).